# الکسیس اولمدو
الکسیس اولمدو (انگلیسی: Alexis Olmedo؛ زادهٔ ۲ ژانویهٔ ۲۰۰۶) بازیکن فوتبال اهل اسپانیا است که در پست مدافع میانی برای باشگاه بارسلونا در لا لیگا بازی می‌کند.
وی همچنین در تیم‌های ملی فوتبال زیر ۱۶ سال اسپانیا و زیر ۱۷ سال اسپانیا بازی کرده‌است.